# Cantharis pellucida
Cantharis pellucida är en art av skalbagge som beskrevs 1792 av den danske entomologen Fabricius. Den ingår i släktet Cantharis, och familjen flugbaggar. Arten är reproducerande i Sverige.